# Čeľovce
Čeľovce és un poble i municipi d'Eslovàquia. Es troba a la regió de Košice, a l'est del país.

## Història
La primera referència escrita de la vila data del 1220.

## Demografia
| Godina             | 1994 | 2004   | 2014   | 2024   |
| ------------------ | ---- | ------ | ------ | ------ |
| Nombre de persones | 487  | 526    | 559    | 551    |
| Diferència         |      | +8,00% | +6,27% | −1,43% |

| Godina             | 2023 | 2024   |
| ------------------ | ---- | ------ |
| Nombre de persones | 562  | 551    |
| Diferència         |      | −1,95% |